# Se7en (chanteur)
« Se7en » redirige ici.  Pour le film de David Fincher, voir Seven (film).
Pour les articles homonymes, voir Seven.
Se7en (세븐), né le 9 novembre 1984, est un chanteur sud-coréen de pop et de R&B.
À l'âge de 15 ans, Se7en est contacté par YG Family, une agence de musique. Après cinq ans de travail intense pour améliorer sa voix et la danse, Se7en fait ses débuts en 2003. Il est rapidement devenu populaire en Asie en raison de ses capacités vocales et de son visage.

## Carrière
Depuis le début de sa carrière, il passe la majorité de son temps en promotions pour ses chansons soit à la télévision, soit à la radio, et de temps en temps, dans des concerts. Il est l'un des rares artistes sud-coréens qui a appris le japonais, et en conséquence, n’est pas concerné par la barrière linguistique qui gêne la plupart des artistes de Corée du Sud. Il parle également assez bien anglais.
Se7en voyage constamment en Asie, en particulier au Japon, à Taïwan, en Thaïlande, et en Chine. Il a chanté quelquefois aux États-Unis d'Amérique, à Los Angeles et New York.
Il a participé à plusieurs émissions de jeu dans son pays ainsi qu’au Japon, et est acteur dans quelques films publicitaires pour les compagnies Anycall, Baskin-Robbins, Coca-Cola, LG Telecom, K-Swiss, et, plus récemment, Sprite. Sa popularité lui a permis de remporter le titre du chanteur coréen le plus populaire lors des MTV Asia Awards 2006 à Bangkok, ainsi que lors des MTV Best Buzz Asia en 2006.
Depuis le 28 juin 2006, Se7en réside dans la ville de Los Angeles pendant trois mois afin d'améliorer son anglais avant son entrée dans l'industrie américaine de musique. Il créera son quatrième album coréen octobre 2006.
Il joue le rôle principal dans Goong S, diffusée depuis le 10 janvier 2007.
Se7en est parti à l'armée en mars 2013

## Discographie

### Albums
- Just Listen (coréen) : 8 mars 2003
- MUST LISTEN (coréen) : 7 juillet 2004
- First Se7en (japonais) : 8 mars 2006
- 24/SE7EN (coréen) : 8 mars 2006
- Se7olution (coréen) : 1er novembre 2006
- Digital Bounce (coréen) : 21 juillet 2010
- I AM SEVEN (coréen) : 2016

### Singles
- Crazy (coréen) : 1er décembre 2004
- Style (japonais)
- Hikari (japonais)
- I wanna (japonais)
- AiTai (Japonais)
- StartLine (japonais)
- I'm going crazy (coréen)

### Duos - Feats
- She's Mine (feat. Wheesung)
- "Take control" (feat.Amerie)
- "Girls" (feat. Lil Kim)
- "Digital Bounce" (feat. T.O.P.)